# Терме ди Спецано Албанезе (Козенца)
Терме ди Спецано Албанезе је насеље у Италији у округу Козенца, региону Калабрија.
Према процени из 2011. у насељу је живело 2 становника. Насеље се налази на надморској висини од 59 м.